# René Alleau
René Alleau (1917 – 18 ottobre 2013) è stato uno scrittore francese, ex consulente tecnico, che ha pubblicato svariate opere sul simbolismo e l'alchimia, ma anche sulle società segrete e sull'Occultismo e le scienze occulte.
Ha diretto la raccolta Bibliotheca hermetica delle éditions Denoël che pubblicò testi antichi ed alla quale collaborarono i grandi nomi dell'alchimia. Collaborò a Symbole e si dedicò allo studio del Pensiero tradizionale ed all'esoterismo.
Massone, è stato membro della loggia parigina di tendenza guénoniana Thebah, appartenente alla Gran Loggia di Francia.

## Pubblicazioni
- Aspects de l'Alchimie traditionnelle, Parigi, Éditions de Minuit, 1953, 240 p.
- De la nature des symboles, Parigi, Flammarion, 1958, 126 p.
- Les Sociétés secrètes, leurs origines et leur destin, Parigi, Éditions Retz, 1963, 256 p.
- Histoire des sciences occultes, Losanna, Éditions Rencontre, 1965, 112 p.
- Histoire des grandes constructions, Levallois-Perret, Cercle du bibliophile, 1966, 112 p.
- Encyclopédie de la divination, con Hubert Larcher e Gwen Le Scouézec,  Parigi, Tchou, 1964, 551 p.
- Guide de Versailles mystérieux, Parigi, Tchou, 1966, 287 p.
- Guide de Fontainebleau mystérieux, Parigi, Tchou, 1967, 287 p.
- Hitler et les sociétés secrètes, enquête sur les sources occultes du nazisme, Parigi, Cercle du nouveau livre d'histoire, 1969, 367 p.
- Énigmes et symboles du Mont-Saint-Michel, con uno studio storico di Charles de Cossé-Brissac sull'Ordre de Saint-Michel, Parigi, Julliard, 1970, 311 p.
- Guide de la France mystérieuse, Parigi, Presses pocket, 1975, 251 p.
- La Science des symboles. Contribution à l'étude des principes et des méthodes de la symbolique, Parigi, Payot, 1976, 292 p.
- René Guénon et l'actualité de la pensée traditionnelle, (dir.) con Marina Scriabine,  Actes du colloque international de Cerisy-la-Salle, 13-20 luglio 1973, Parigi, Arche de Toth, 1981.
- Articoli nell'Encyclopedia Universalis (Alchimie, Histoire des cartes à jouer, Divination, Démonologie, Magie, Occultisme, Sociétés secrètes, Tradition, Théorie des Éléments)
- Dictionnaire des ieux, Tchou éd. (testo italiano, Guida ai giochi insoliti curiosi e no, a cura di Donatella Cerutti, Sugar Editore, s.d.).